# 周新
周新（しゅう しん、生年不詳 - 1413年）は、明代の官僚。字は志新。本貫は広州府南海県。

## 生涯
洪武年間、貢生として太学に入った。大理寺評事に任じられ、剛直で刑事判断が公平なことで知られた。
1404年（永楽2年）、周新は監察御史に転じた。巡按福建をつとめ、都司衛所が府州県を越権することのないよう請願する上奏をおこなった。巡按北京に転じた。1405年（永楽3年）、周新は南京に帰ると、雲南按察使に抜擢された。雲南に赴任することなく、1408年（永楽6年）に浙江按察使に転じた。
1412年（永楽10年）、浙西で洪水が起こったが、通政の趙居任が隠して奏聞しなかったため、周新がこれを上奏した。夏原吉が趙居任を解任させた。永楽帝は繰り返し現地を視察するよう命じて、周新の言うとおり租税の免除と振恤をおこなわせた。嘉興府の倪弘三の反乱軍が隣州を劫略し、数千人の仲間を集め、官軍を連破していた。周新は兵を率いて倪弘三らを捕えようと、川の支流に木柵を並べた。反乱軍が陸路を逃走したので、周新はこれを桃源まで追いかけ、倪弘三らを捕えて献上した。このため周廉使の名が天下に聞こえた。
錦衣衛指揮の紀綱が千戸を頤使して浙江で事務を集め、賄賂を取って威権を振るっていた。周新は千戸を捜査して立件しようとしたが、千戸は逃亡した。ほどなく周新は千戸を涿州で捕らえ、州の獄に繋いだ。紀綱は周新の罪を誣告する上奏をおこなった。周新は永楽帝の命により逮捕され、処刑された。

## 人物・逸話
- 周新は御史として多くの者を弾劾したため、貴戚に恐れられ、「冷面寒鉄公」と称された。都の南京では子どもですらその名を恐れて、みな逃げ隠れた。
- 浙江で無実の罪で長らく獄中にあった民がいたが、周新が按察使として赴任してくると聞くと、「わたしは娑婆にもどることができよう」と喜んでいった。はたしてその人の冤罪は雪がれた。
- 周新は身分の低い人の服装に着替えて地方に赴き、県令に逆らった。県令は周新を拷問して取り調べようとしたが、廉使が来ているとも聞いていたので、周新を獄に繋いでおいた。周新は獄中で囚人たちに聞き取りをして、県令の汚職の行状を把握した。そして「わたしは按察使である」と獄吏に名乗り出た。県令は驚いて謝罪したが、周新は県令を弾劾して罷免させた。
- 紀綱が周新を誣告すると、永楽帝は怒って、周新を逮捕するよう命じた。周新は永楽帝の前で「臣は詔を奉じて奸悪な者を捕らえました。臣をいかなる罪となさいますか」と叫んだ。永楽帝はますます怒って、周新を処刑するよう命じた。周新は刑に臨んで「生きて直臣となったからには、死しては直鬼となるべし」と大呼した。
- 周新の死後、永楽帝は後悔して、「周新はどこの人か」と侍臣に訊ねた。侍臣が「南海の人です」と答えると、永楽帝は「嶺外にこのような人がいたのに、誤って殺してしまった」と嘆いた。後に永楽帝は緋色の衣を着た人が日中に立っているのを見た。その人は「臣周新はすでに神となったので、陛下のために不正な利得を貪る官吏を糾明いたしましょう」といった。後に紀綱は罪によって処刑された。